# Peter Vermeulen
Peter Vermeulen   (Roeselare, 10 d'agost de 1962) és un pedagog flamenc especialitzat en el camp de l'autisme.

## Biografia
Peter Vermeulen va treballar, després d'obtenir un màster en psicologia i ciències de l'educació, per la KU Leuven de Lovaina (1985) com a pedagog de salut mental. Posteriorment, va treballar per a l'Associació Flamenca d'Autisme i obté un doctorat en ciències de l'educació a la Universitat de Leiden (2002) per al diagnòstic de l'autisme. És membre de l'Autism Centraal, una organització de coneixement i suport per a l'autisme.
Vermeulen rep regularment demandes de text sobre la síndrome d'Asperger (SA) a finals de la dècada del 1990, la qual cosa li permet guanyar notorietat en aquell moment, ja que el 1994 la síndrome d'Asperger estava inclosa al DSM-IV. Escriu el primer llibre dedicat a aquesta forma d'autisme, en holandès. El llibre Brein bedriegt, als autisme niet op autisme lijkt (El cervell està enganyant, si l'autisme no sembla l'autisme) es publica el 1999, seguit d'altres llibres. Participa en tallers i conferències internacionals sobre autisme. Sovint és convidat a Bèlgica, als Països Baixos, a Escandinàvia, al Regne Unit i al Canadà.
És reconegut internacionalment com a especialista en trastorn generalitzat del desenvolupament (TGD). També és editor de la revista Autism Centraal, la revista de l'associació del mateix nom

## Publicacions
- Brein bedriegt, als autisme niet op autisme lijkt (1999)
- Een gesloten boek: autisme en emoties (1999)
- Dit is de titel, over autistisch denken (1999)
- ...!?, over autisme en communicatie (2001)
- Ik ben speciaal (2001)
- Voor alle duidelijkheid (2002)
- Beter vroeg dan laat en beter laat dan nooit (2002)
- Dialogica i.s.m. Christoph Fink (2003)
- Ik ben speciaal/2 (2004)
- Mijn kind heeft autisme, gids voor ouders, leerkrachten en hulpverleners i.s.m. Steven Degrieck (2006)
- Helpkids, Syndroom van Asperger i.s.m. Thomas Fondelli (2008)
- Autisme als contextblindheid (2009, 2e druk 2011)
- Relaties [at] autisme.kom (2011)
- Autisme en normale begaafdheid in het onderwijs (2010)
- Brein bedriegt. Autisme en normale tot hoge begaafdheid (2013)
- Autisme is niet blauw smurfen wel (2017)